# غفارکندی
غفارکندی یک روستا در ایران است که در دهستان اجارود غربی واقع شده‌است. غفارکندی ۱۰۰ نفر جمعیت دارد.